# پیتر دانیل (بازیکن فوتبال، زاده ۱۹۵۵)
پیتر دانیل (انگلیسی: Peter Daniel؛ زادهٔ ۱۲ دسامبر ۱۹۵۵) بازیکن فوتبال اهل بریتانیا است.
از باشگاه‌هایی که در آن بازی کرده‌است می‌توان به باشگاه فوتبال ساندرلند، باشگاه فوتبال هال سیتی، باشگاه فوتبال ولورهمپتون واندررز، باشگاه فوتبال لینکولن سیتی، و باشگاه فوتبال برنلی اشاره کرد.
وی همچنین در تیم ملی فوتبال زیر ۲۱ سال انگلستان بازی کرده‌است.